# Overlook Hotel

Overlook Hotel

L'Overlook Hotel è un edificio immaginario, principale luogo di ambientazione del romanzo Shining di Stephen King (1977) e dell'omonimo film di Stanley Kubrick del 1980.
Collocato nelle Montagne Rocciose del Colorado, è presente anche nella versione televisiva del romanzo, e a esso si fa spesso riferimento nel seguito del romanzo stesso, Doctor Sleep (2013), e in Billy Summers (2021).

## L'hotel nella finzione e nella realtà
Come ambientazione per le cruente vicende della famiglia Torrance, King s'ispirò allo Stanley Hotel, situato nell'Estes Park in Colorado, che è realmente stato teatro di diverse presunte manifestazioni paranormali. Lo scrittore vi soggiornò nel 1973, nella camera 217, dove iniziò a scrivere il romanzo.
King lo descrive come un albergo molto grande e lussuoso, sperduto tra le montagne del Colorado e distante decine di chilometri dai più vicini centri abitati, ai quali è collegato solamente da strade che in inverno vengono completamente bloccate dalla neve; isolato e gettonato luogo di villeggiatura per cittadini benestanti durante il periodo estivo, è popolato da fantasmi e teatro di attività paranormali durante i mesi invernali di chiusura. Jack Torrance assume il ruolo di custode nell'autunno del 1975, impazzendo a poco a poco e cercando di sterminare la famiglia. King narra che l'Overlook era stato costruito tra il 1907 e il 1909 da Robert Townley Watson, padre di due figli; uno dei suoi figli muore nella tenuta dell'albergo cadendo da cavallo, mentre sua moglie muore di influenza. Il padre vende la proprietà, anche se in seguito viene assunto come custode assieme al figlio.
Lo Stanley Hotel, la reale location che ha ispirato lo scrittore, ha un suo "ghost tour" per amanti del sovrannaturale: nel 2006 il canale televisivo Syfy ha girato una puntata della serie Ghost Hunters.

## Il film di Kubrick
La location principale per le riprese esterne della celebre pellicola di Kubrick fu il Timberline Lodge in Oregon; gli interni vennero, invece, ricostruiti in studio (Elstree Studios ad Hertfordshire, Londra), basandosi su quelli reali dell'Ahwahnee Hotel, nel Parco nazionale di Yosemite in California. Disse il regista:
Tra i numerosi cambiamenti e adattamenti di Kubrick rispetto al libro, anche il numero di camera della celebre "Redrum", che passa dal 217 al 237, sembra su insistenza della direzione del Timberline, preoccupata dell'immagine negativa e spaventosa della camera sui futuri clienti.

## Altri riferimenti

### La miniserie televisiva
La libera versione cinematografica di Kubrick era talmente lontana dallo spirito del romanzo che King arrivò a disconoscerla. Per adattare fedelmente la versione originale, nel 1997 King sceneggiò una miniserie televisiva in 6 episodi, anch'essa chiamata Shining, per la regia di Mick Garris. In essa l'Overlook Hotel è mostrato in modo maggiormente fedele alla versione letteraria e vengono reintrodotti elementi ritenuti fondamentali nel libro e non presenti nel film (Tony, l'amico immaginario di Danny; il finale con la distruzione dell'albergo) mentre vengono tolti quelli aggiunti da Kubrick (il labirinto).
La miniserie venne girata nello Stanley Hotel, il luogo dove quasi 25 anni prima King aveva soggiornato e che era stato d'ispirazione al libro.

### Room 237
Nel 2012 il regista Rodney Ascher ha diretto il documentario Room 237, presentato al Festival di Cannes e al Sundance Film Festival e contenente materiale sul film e sulle location.
La stanza viene citata nel brano Eroe (Storia di Luigi delle Bicocche) di Caparezza.

### Billy Summers
All’interno del romanzo del 2021 dello stesso King, l’hotel viene citato da uno dei protagonisti in una sosta durante un viaggio sulle Montagne Rocciose. L'albergo viene descritto come bruciato in un incendio e, secondo una leggenda locale, infestato.